# Elytroleptus rufipennis
Elytroleptus rufipennis är en skalbaggsart som först beskrevs av Leconte 1884.  Elytroleptus rufipennis ingår i släktet Elytroleptus och familjen långhorningar. Inga underarter finns listade i Catalogue of Life.